# ATV (Hongrie)
 (mars 2018).
Si vous disposez d'ouvrages ou d'articles de référence ou si vous connaissez des sites web de qualité traitant du thème abordé ici, merci de compléter l'article en donnant les références utiles à sa vérifiabilité et en les liant à la section « Notes et références ».
Pour les articles homonymes, voir ATV.
ATV (/ˈaːteːveː/) est une chaîne de télévision généraliste privée hongroise fondée en 1990.

## Histoire de la chaîne

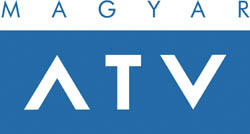
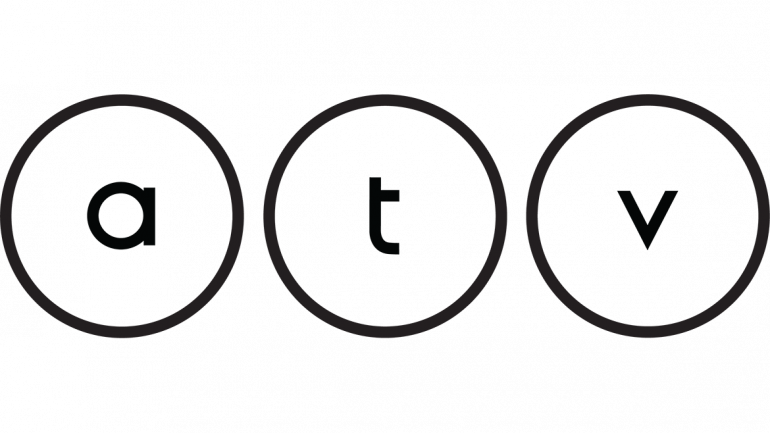